# جون كيلباتريك
جون كيلباتريك (بالإنجليزية: John Kilpatrick)‏ هو لاعب كرة قدم أمريكية أمريكي، ولد في 15 يونيو 1889 في نيويورك في الولايات المتحدة، وتوفي في 7 مايو 1960.